# Laudo (imię)
Laudo – imię pochodzi z (łaciny) od przymiotnika lautus – czysty, doskonały, dostojny, przyzwoity. Odpowiednikami są łacińskie Lautus, Laudus, Lauto i francuskie Laud i Lô. 
Imieniny obchodzone są 21 września.